# Zoolander 2
Zoolander 2 es una comedia cinematográfica dirigida por Ben Stiller y escrita con la ayuda de Justin Theroux. Es la secuela de la película de 2001 Zoolander y está protagonizada por Stiller, Owen Wilson, Penélope Cruz, Christine Taylor y Kristen Wiig. La película se estrenó el 12 de febrero de 2016 por Paramount Pictures.

## Argumento
En la Interpol, Valentina Valencia (Penélope Cruz) examina las expresiones de las últimas imágenes de cantantes pop recientemente asesinados, entre ellos Madonna, Justin Bieber, Demi Lovato, Miley Cyrus, Usher, Lenny Kravitz y Bruce Springsteen, pues sospecha que hay una conexión con la mirada de Derek Zoolander (Ben Stiller), para el perfume «Blue Steel». Un flashback revela que el Centro de Derek Zoolander para los niños que no pueden leer bien se derrumbó, matando a Matilda Jeffries-Zoolander (Christine Taylor) e hiriendo a Hansel McDonald (Owen Wilson). Derek más tarde perdió la custodia de su hijo, Derek Zoolander Jr. (Cyrus Arnold), y anunció su retiro del modelaje y posterior aislamiento.
Derek ahora vive solo en el «extremo norte» de Nueva Jersey. Billy Zane visita y le da una invitación de Alexanya Atoz (Kristen Wiig) al desfile de moda de Casa de Atoz, y lo convence para volver a un estilo de vida normal a fin de recuperar la custodia de su hijo. En los «territorios inexplorados de Malibu», Hansel regresa a su casa después de la cena y es informado por su orgía que todos ellos están embarazados y que él es el padre. Más tarde se le da la misma invitación de Zane. Después de reunirse, Derek y Hansel son rastreados por Valentina, quien les pide que le ayuden a la Interpol  a descubrir quién está detrás de los asesinatos sistemáticos.
En el desfile de moda, Derek y Hansel se sorprenden al descubrir que el mundo de la moda, siempre cambiante, está ahora dominado por los gustos de Don Atari (Kyle Mooney) y el andrógino Todo (Benedict Cumberbatch). Les colocan sin su consentimiento trajes com las palabras «viejo» y «aburrido» y los rocían con un gran cubo de excremento. Posteriormente, Alexanya los felicita por su trabajo.
Con la ayuda de Valentina, Derek descubre que su hijo está residiendo en un orfanato local. Lo encuentran, pero Derek es perturbado por la obesidad de su hijo. Posteriormente el fantasma de Matilda le pide que proteja a su hijo. Hansel convence a Derek de aceptar a Derek Jr. Después de reunirse con el director (Justin Theroux), Derek lleva de paseo a su hijo por Roma. Sin embargo, Derek Jr. tiene descontentos con su padre y regresa al orfanato. Hansel recibe una llamada anónima, solicitando que viajen a la basílica de San Pedro a la medianoche. Él, Derek, y Valentina van a la iglesia y se reúnen con Sting, quien les cuenta la historia de Adán y Eva y el poco conocido Esteban, secreto que muchas estrellas de rock han muerto por proteger. Se dice que Esteban es el ancestro común de todos los modelos y que él y su descendiente más cercano (Derek Jr.) mantienen la línea de sangre de la fuente de la juventud.
Derek vuelve al orfanato, sólo para descubrir que está en mal estado y su hijo y el director se han ido. Derek, Hansel y Valentina viajan a la prisión de la moda para visitar a Jacobim Mugatu (Will Ferrell). Valentina y Hansel se quedan afuera y Derek entra, pero es capturado mientras que Mugatu escapa. Mugatu viaja en un helicóptero mientras Hansel se infiltra escondiéndose en la parte superior de la hélice. Derek y Valentina nadan de regreso a Roma. Hansel se infiltra en la Casa de Atoz y es testigo de que Mugatu fue a reunirse con Alexanya y asesina a Don Atari. Hansel encuentra Derek Jr. encerrado y se reúne con Derek y Valentina en el Incredibaile. Entran en los baños por una puerta trasera y observan que Derek Jr. es atado a una mesa.
Mugatu y muchos de los diseñadores de moda del mundo se preparan para cortar el corazón de Derek Jr. y consumir su sangre, creyendo que les concedería la eterna juventud, ya que contiene la sangre de Esteban. Derek, Hansel y Valentina detienen a Mugatu y él revela que reunió a todos los diseñadores de moda del mundo para matarlos como venganza por haberlo dejado en prisión. Alexanya, que es en realidad Katinka Ingabogovinanana (Milla Jovovich), ataca a Valentina, mientras que Mugatu le dice a Derek que estaba detrás de la destrucción de su centro mediante la contratación del equipo de construcción para utilizar materiales defectuosos. A continuación, lanza un explosivo hacia la lava. Derek logra detenerlo con su mirada «Magnum», pero él lucha para mantenerlo suspendido en el aire. Sting llega y revela que él es el padre de Hansel, y , junto con Derek Jr., lanzan con éxito el explosivo hacia Mugatu, matándolo. Derek Jr. perdona a su padre por la muerte de su madre y Derek y Valentina confiesan su amor. El fantasma de Matilda les da su bendición y dice que Mugatu transmitió el evento en todo el mundo y que ahora están de vuelta en el modelaje.
Seis meses más tarde, Derek y Hansel han vuelto a modelar. Derek y Valentina tienen una hija llamada Darlene, mientras que Derek Jr. está ahora en una relación con Malala Yousafzai. Hansel vuelve a vivir con su orgía y ahora es el padre de 10 hijos.

## Reparto
- Ben Stiller como Derek Zoolander.[1]
- Owen Wilson como Hansel McDonald.[1]
- Penélope Cruz como Valentina Valencia.[2]
- Christine Taylor como Matilda Jeffries-Zoolander.[3]
- Kristen Wiig como Alexanya Atoz.[4]
- Will Ferrell como Jacobim Mugatu.[5]
- Milla Jovovich como Katinka Ingabogovinanana.
- Cyrus Arnold como Derek Jr.[6]
- Billy Zane como El mismo.[7]
- Kiefer Sutherland como El mismo.
- Kyle Mooney como Don Atari.
- Fred Armisen como Chad Flart.[8]
- Justin Bieber como él mismo.[9]
- Kyle Mooney como Jess Oberlin.[10]
- Beck Bennett como Geoff Miller.[11]
- Kim Kardashian como Alecia Tyler.[11]
- Susan Sarandon (cameo)
- Ariana Grande como BDSM Latex/Chica Bondage (cameo no acreditado).[11]
- Benedict Cumberbatch como Todo.
- Mika como el peluquero.[12]
- Demi Lovato como ella misma (cameo).
- Katy Perry como ella misma (cameo).
- Skrillex como el mismo (cameo).
- Neil deGrasse Tyson como el mismo (cameo).
- Sting como el mismo (cameo).
- Anna Wintour como ella misma (cameo).
- Valentino como él mismo (cameo).
- Marc Jacobs como él mismo (cameo).
- Tommy Hilfiger como él mismo (cameo).
- Alexander Wang como él mismo (cameo).
- Mădălina Ghenea como "Pastora Caliente" (Hot Shepherdess).[13]

## Producción
En diciembre de 2008, Stiller confirmó que quería hacer una secuela de Zoolander, diciendo: "Yo he estado tratando de conseguir hacer Zoolander 2 y he tenido unos cuantos scripts que siento que será la secuela que realmente me gustaría hacer algún día porque me gusta la original y me aseguraré de que es algo nuevo y digno de como aquella primera vez." Al ser entrevistado el 15 de mayo de 2009 en un episodio de Friday Night with Jonathan Ross, Stiller dijo que estaba buscando a una serie de secuencias de scripts. Para febrero de 2010, Justin Theroux, que también coescribió Tropic Thunder con Stiller, fue contratado para escribir y dirigir la secuela. Al mes siguiente, Stiller confirmó que estaba coescribiendo el guion, diciendo: "Estamos en el proceso de obtención de un guion escrito, por lo que es en las primeras etapas. Pero sí va a suceder." En algún punto no especificado después, Stiller se había hecho cargo de la dirección. El 17 de diciembre de 2010, en un episodio de The Tonight Show with Jay Leno, Owen Wilson dijo que la secuela de Zoolander probablemente se haría, y sería titulada Twolander.
En enero de 2011, Stiller confirmó que el guion había sido completado, y describió la trama: "Es diez años más tarde y la mayor parte de la historia se encuentra en Europa... es básicamente Derek y Hansel... aunque la última película terminó con una nota feliz muchas cosas han sucedido. Sus vidas han cambiado y no son realmente relevantes más. Es un mundo nuevo para ellos. Will Ferrell lo escribió en el guion y ha expresado su interés en hacerlo. Creo Mugatu es una parte integral de la historia Zoolander, así que sí, cuenta en una gran forma." En julio de 2012, Stiller describió un proceso de desarrollo difícil: "Tenemos un guion, ya que hemos tenido poco de tiempo, y hay bastante cosas que no se unen en este momento, pero sí me gustaría hacerlo en algún momento, en el futuro." En septiembre de 2014, dijo Ferrell sobre la secuela, "Se supone que debemos realmente hacer una lectura a través de un script de la secuela pronto, y Mugatu es una parte de ella."
El 20 de noviembre de 2014, Penélope Cruz se había unido al elenco, y el 29 de enero de 2015, Christine Taylor fue contratado para repetir su papel como Matilda Jeffries. El 21 de abril de 2015, Fred Armisen se unió al elenco.
El 19 de noviembre de 2015 se lanza el primer tráiler de la película y se vuelve a confirmar su fecha de estreno para el 12 de febrero del 2016.

### Rodaje
El 9 de febrero de 2015, el rodaje se fijó para comenzar en Roma, en los estudios Cinecittà en la primavera de 2015. La fotografía principal comenzó en abril del mismo año.

## Estreno
El 10 de marzo de 2015, Stiller y Wilson aparecieron en la Semana de la Moda de París como Derek Zoolander y Hansel McDonald. Ese mismo día, Paramount anunció Zoolander 2 que se estrenó el 12 de febrero de 2016.

## Recepción

### Taquilla
Al 28 de febrero de 2016, Zoolander No. 2 ha recaudado U$D 27,4 millones en América del Norte y $ 28,6 millones en otros territorios, para un total mundial de U$D 56 millones, frente a un presupuesto de U$D 50 millones.
En los Estados Unidos y Canadá, el seguimiento de la versión preliminar sugería que la película recaudaría U$D 17–20 millones en 3.300 salas de cine en su primer fin de semana, rezagada tras el recién llegado filme Deadpool (proyecciones estimadas en U$D 55–65 millones), pero similar al otro estreno recién llegado How to Be Single. La película obtuvo U$D 750,000 de su preestreno en la noche del jueves y U$D 4.9 millones en su primer día. Llegó a recaudar U$D 14 millones en su primer fin de semana, terminando cuarta en la taquilla, detrás de Deadpool (U$D 132,8 millones), Kung Fu Panda 3 (U$D 19.8 millones), y How to Be Single (U$D 17,9 millones). En su segundo fin de semana, la película recaudó U$D 5.5 millones (un descenso del 60,3%), terminando séptima en la taquilla.

### Crítica
En Rotten Tomatoes, la película tiene una calificación de 23%, basado en 170 comentarios, con una calificación promedio de 4.5/10. El consenso crítico del sitio web indica «Zoolander 2 tiene más cameos de celebridades que risas – y su escaso puñado de gags memorables supera, en número, a las pocas ideas discernibles que realmente valen la pena en su refrito disperso intento de guion». En Metacritic, la película tiene una puntuación de 34 sobre 100, basado en 42 reseñas, lo que indica «críticas generalmente desfavorables». La audiencia consultada por CinemaScore le dio a la película una calificación promedio de «C+» en una escala de entre A+ hasta F, la misma calificación obtenida por su predecesora.